# Dicaeum haematostictum
El picaflores pechinegro  (Dicaeum haematostictum) es una especie de ave paseriforme de la familia Dicaeidae propia de las Filipinas. Antiguamente era considerada una subespecie del picaflores filipino (Dicaeum australe). 

## Distribución y hábitat
Es una especie endémica de las Filipinas, donde se encuentra únicamente en las islas de Panay, Negros y Guimarás. 
Sus hábitats naturales son los bosques húmedos tropicales, de tierras bajas o bosques montanos, las zonas arbustivas tropicales húmedas, y jardines rurales. Se encuentra amenazado por pérdida de hábitat.